# ウォークアバウト (飲食店チェーン)

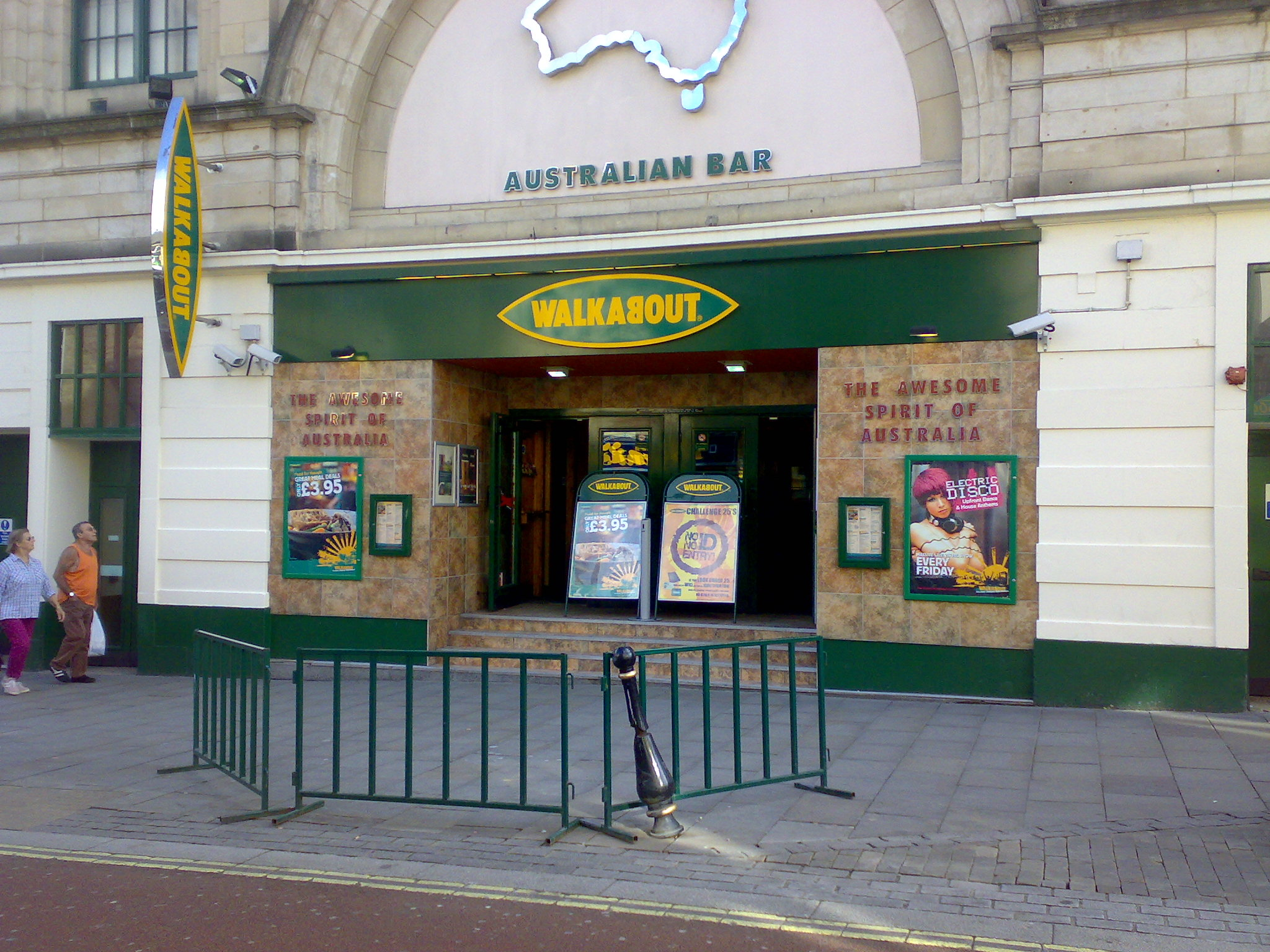
ダラムのウォークアバウト（現在は閉店）。

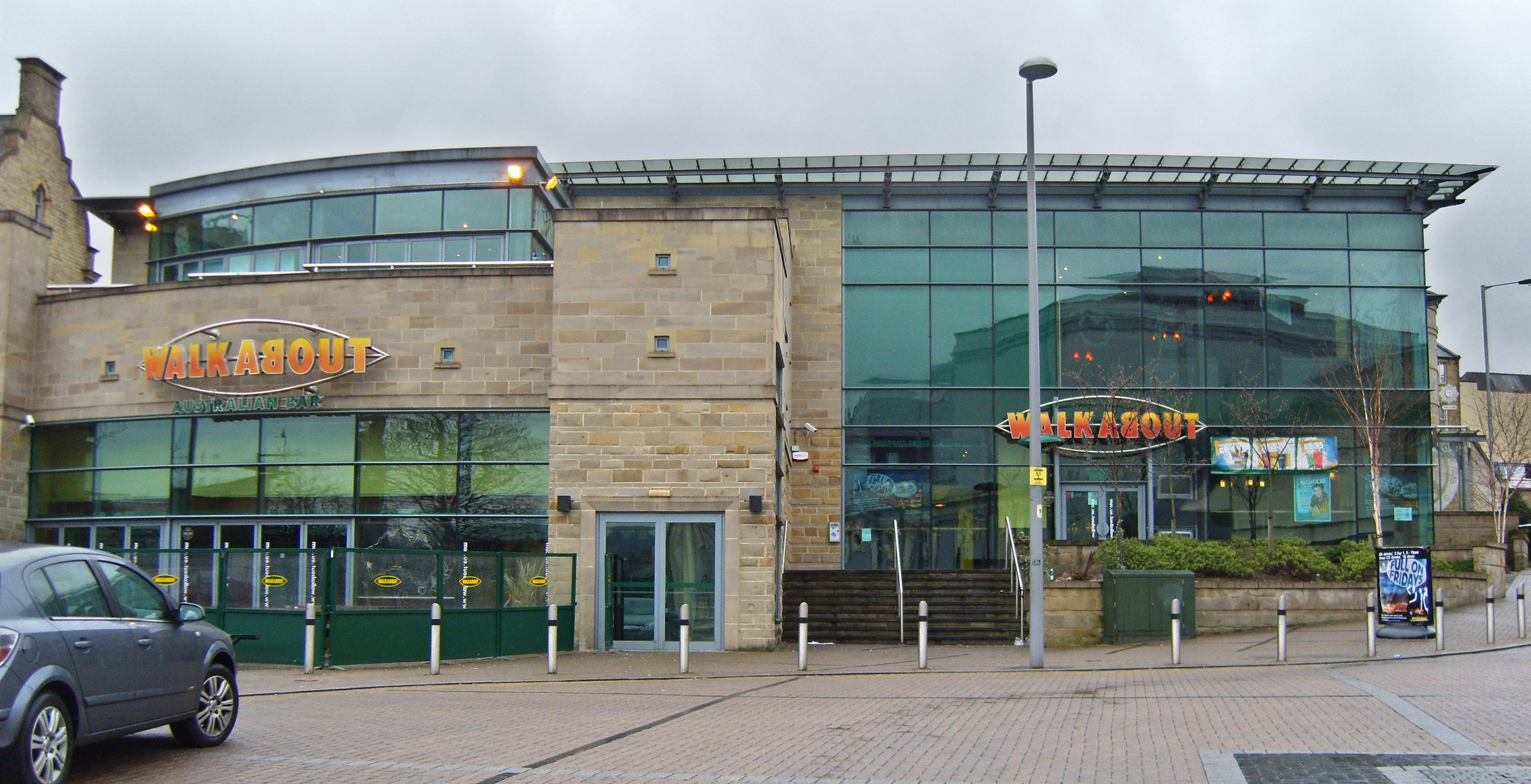
ブラッドフォードのウォークアバウト（現在は閉店）。

ウォークアバウト (Walkabout) は、イギリスで展開しているオーストラリアをテーマにしたバー（飲食店）のチェーン。「ウォークアバウト (walkabout)」とは、オーストラリアのアボリジニの少年が通過儀礼として行う徒歩による放浪の旅のことである。
ブランドを所有しているリージェント・インズは、バー・リサ (Bar Risa)、ジョングルールズ (Jongleurs) といったチェーンも運営している。同社は、2009年10月に、このチェーンの経営権を取得した。一時はイギリス各地に、バー48店、ホテル3軒、バックパッカー宿1軒、ナイトクラブ1軒と、ウォークアバウトの店は50店舗以上を展開していた。現在も30店舗以上が展開されている。ウォークアバウトの従業員の多くは、店のテーマを反映してオーストラリア人である。食事のメニューには、カンガルー肉のバーガーやステーキなどオーストラリア風のものがあり、さらに南アフリカ共和国から取り寄せたスプリングボックの肉料理などもある。カンガルー肉やその他の「エキゾティックな肉」を使った料理を提供していることについて、ウォークアバウトは、動物愛護団体からの批判にもさらされている。

## ナイトクラブ共同企画
バー・リサ、ジョングルールズのチェーンと同様に、ウォークアバウトのチェーン店では、同じ建物にある別のナイトクラブ（例えば、ロンドンのシャフツベリー・アベニューにあるザ・ライムライト）との共同企画でナイトクラブ営業を行うことがある。2つの店舗は、別々に、あるいは一緒に運営され、ウォークアバウトが安っぽい音楽を流したり、生バンドを入れ、もうひとつのナイトクラブがハードなダンス音楽を流すといった形をとる。こうした形態をとる店舗の直近の例は、レスターのバー・リサの跡に開店したウォークアバウトである。ウォークアバウトが、ハイライト・コメディ・クラブと組む形で、エディンバラ、レスター、ワットフォード、グラスゴー、バーミンガムに出店している。